# Otto Benndorf
Otto Benndorf (n. 13 septembrie 1838, Greiz, Turingia, Germania – d. 2 ianuarie 1907, Viena, Austro-Ungaria) a fost un arheolog german, membru de onoare al Academiei Române, tatăl fizicianului Hans Benndorf (1870-1953). 